# Dermatobranchus pulcherrimus
Dermatobranchus pulcherrimus är en snäckart som beskrevs av Miller och Richard C. Willan 1986. Dermatobranchus pulcherrimus ingår i släktet Dermatobranchus och familjen Arminidae. Inga underarter finns listade i Catalogue of Life.